# Kennisverwerving

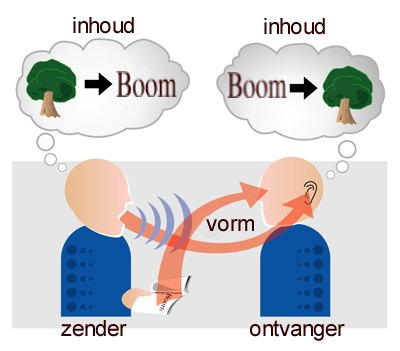
De uitwisseling van informatie is te zien als een eenvoudige vorm van kennisverwerving

Kennisverwerving is het vergaren van kennis door hetzij:
- deductie, waarbij gevolgtrekkingen logisch worden afgeleid uit eerdere uitspraken;
- inductie, waarbij dit gebeurt op basis van waarnemingen;
- onderwijs; of
- zelfstudie.

De uitgangspunten en grondbeginselen van kennisverwerving zijn het onderwerp van de kennistheorie of epistemologie.

## Spectrum
Kennisverwerving is een overkoepelend begrip voor het individueel menselijk denken en het verstand gebruiken, ten behoeve van zowel de wetenschappelijke kennisontwikkeling, als van de meer algemene,  maatschappelijke kenniscreatie. 
Kennisverwerving omvat het hele spectrum vanaf het tot één enkele gedachte komen van het individu, tot en met alle kennis die in de menselijke geschiedenis is gecreëerd.

## Activiteit
De activiteit van kennisverwerving kan worden opgedeeld in respectievelijk het: 
- verzamelen,
- bewerken en
- presenteren van kennis.

## Resultaat
Het resultaat van de kennisvorming kan men opdelen in respectievelijk de: 
- beschrijving,
- verklaring, en de
- voorspelling.

## Wetenschap
Specifieker kan men het wetenschappelijke proces van kennisverwerving onderverdelen in:
- de benadering van de realiteit,
- het opbouwen van een voorstelling, en
- het nader verrichten van empirisch en toegepast onderzoek.

## Kentheoretische controversen
Het proces der kennisverwerving staat de hele geschiedenis van de filosofie al ter discussie, en heeft in de wetenschappelijke gemeenschap tot allerlei controversen geleid, zoals de kentheoretische controverses tussen het rationalisme, empirisme, kriticisme, dogmatisme en het scepticisme.

## Informatica
In de informatica wordt onderscheid gemaakt tussen gegevens of data, informatie bestaande uit voor de ontvanger relevante gegevens, en kennis die weer ontstaat door integratie van informatie.

## Methoden tot kennisverwerving
Enkele algemene methoden voor kennisverwerving zijn:
- observatie
- documentatie
- gissen en missen
- experiment
- meting
- vergelijking
- interview